# An Alabaster Box
An Alabaster Box er en amerikansk stumfilm fra 1917 af Chester Withey.

## Medvirkende
- Alice Joyce som Lydia Bolton / Lydia Orr
- Marc McDermott som Andrew Bolton
- Harry Ham som Jim Dodge
- Patsy De Forest som Fanny Dodge
- Frank Hall Crane som Wesley Elliott